# Робертини
Династията на Робертините е монархическа линия, дала трима крале на Франкското кралство. Фамилията произхожда от Робер, маркграф на Неустрия (Робер Силни, Граф Анжуйски) и нейните представители за кратко и на два пъти прекъсват династичната линия на Каролингите.

## Крале на франките
- Одо (888 – 898) – син на Робер Силни;
- Робер I Френски (922 – 923) (брат)
- Рудолф (923 – 936) (зет, херцог на Бургундия)

## Херцози на Бургундия
- Ото (956 – 965) (племенник на Робер I Френски)
- Анри Велики (965 – 1002) (брат)
- Ото-Вилхелм (1002 – 1005) (доведен син)